# Cis victoriensis
Cis victoriensis es una especie de coleóptero de la familia Ciidae.

## Distribución geográfica
Habita en Australia.